# Démographie du Territoire de Belfort
La démographie du Territoire de Belfort est caractérisée par une forte densité et une population jeune qui croît depuis les années 1950.
Avec ses 140 082 habitants en 2022, le département français du Territoire de Belfort se situe en 99e position sur le plan national.
En six ans, de 2015 à 2021, sa population a diminué de près de 4 850 unités, c'est-à-dire de plus ou moins 810 personnes par an. Mais cette variation est différenciée selon les 101 communes que comporte le département.
La densité de population du Territoire de Belfort, 230 habitants par kilomètre carré en 2022, est deux fois supérieure à celle de la France entière qui est de 107,1 hab./km2 pour la même année.

## Évolution démographique du Territoire de Belfort
Le graphique ci-dessous montre pour les deux siècles passés quatre phases principales :
- 1800-1870 : accroissement lent de la population dû au développement économique de la région et à la natalité relativement forte. À partir de 1851 une épidémie de choléra et la crise économique mettent un frein à cette augmentation régulière.
- 1871-1914 : L'arrivée de nombreux Alsaciens fuyant la germanisation et l'implantation de grandes usines (construction mécanique, industrie textile...) favorisent le développement de l'agglomération belfortaine.
- 1914-1945 : les deux guerres s'accompagnent d'une diminution nette du nombre d'habitants et une stagnation entre les deux guerres.
- 1945-1999 : Le dynamisme des grandes industries attire des travailleurs de tout l'Est de la France, jusque dans les années 80.

En 2022, le département comptait 140 082 habitants, en évolution de −2,78 % par rapport à 2016 (France hors Mayotte : +2,11 %).
| 1791 | 1801 | 1806 | 1821 | 1826 | 1831 | 1836 | 1841 | 1846 |
| ---- | ---- | ---- | ---- | ---- | ---- | ---- | ---- | ---- |
| -    | -    | -    | -    | -    | -    | -    | -    | -    |

| 1851 | 1856 | 1861 | 1866 | 1872   | 1876   | 1881   | 1886   | 1891   |
| ---- | ---- | ---- | ---- | ------ | ------ | ------ | ------ | ------ |
| -    | -    | -    | -    | 56 781 | 68 600 | 74 244 | 79 758 | 83 670 |

| 1896   | 1901   | 1906   | 1911    | 1921   | 1926   | 1931   | 1936   | 1946   |
| ------ | ------ | ------ | ------- | ------ | ------ | ------ | ------ | ------ |
| 88 047 | 92 304 | 95 421 | 101 386 | 94 338 | 96 594 | 99 403 | 99 497 | 86 648 |

| 1954   | 1962    | 1968    | 1975    | 1982    | 1990    | 1999    | 2006    | 2011    |
| ------ | ------- | ------- | ------- | ------- | ------- | ------- | ------- | ------- |
| 99 427 | 109 371 | 118 450 | 128 125 | 131 999 | 134 097 | 137 408 | 141 201 | 143 348 |

| 2016    | 2021    | 2022    | - | - | - | - | - | - |
| ------- | ------- | ------- | - | - | - | - | - | - |
| 144 089 | 139 654 | 140 082 | - | - | - | - | - | - |

## Population par divisions administratives

### Arrondissement
Le Territoire de Belfort comporte un arrondissement, l'arrondissement de Belfort qui coïncide avec le département.

### Communes de plus de2 000 habitants
Sur les 101 communes que comprend le département du Territoire de Belfort, douze ont en 2021 une population municipale supérieure à 2 000 habitants, quatre ont plus de 5 000 habitants et une a plus de 10 000 habitants : Belfort.
Les évolutions respectives des communes de plus de 2 000 habitants sont présentées dans le tableau ci-après.
| Commune              | Population(2022) | Variation(2022/2016)                       | Superficie(km2) | Densité(hab./km2) |
| -------------------- | ---------------- | ------------------------------------------ | --------------- | ----------------- |
| Belfort              | 45 646           | en évolution de −6,79 % par rapport à 2016 | 17,1            | 2 669,4           |
| Delle                | 5 677            | en évolution de −0,73 % par rapport à 2016 | 9,2             | 617,1             |
| Valdoie              | 5 193            | en évolution de −2,75 % par rapport à 2016 | 4,66            | 1 114,4           |
| Beaucourt            | 4 985            | en évolution de −1,25 % par rapport à 2016 | 4,95            | 1 007,1           |
| Bavilliers           | 4 641            | en évolution de −2,75 % par rapport à 2016 | 4,8             | 966,9             |
| Offemont             | 4 054            | en évolution de +1,48 % par rapport à 2016 | 5,55            | 730,5             |
| Danjoutin            | 3 531            | en évolution de −5,06 % par rapport à 2016 | 5,65            | 625               |
| Essert               | 3 382            | en évolution de +2,89 % par rapport à 2016 | 7,01            | 482,5             |
| Grandvillars         | 2 963            | en évolution de −0,37 % par rapport à 2016 | 15,17           | 195,3             |
| Giromagny            | 2 897            | en évolution de −7,41 % par rapport à 2016 | 5,65            | 512,7             |
| Châtenois-les-Forges | 2 637            | en évolution de −4 % par rapport à 2016    | 8,67            | 304,2             |
| Évette-Salbert       | 2 022            | en évolution de −2,08 % par rapport à 2016 | 9,16            | 220,7             |
| Source : Insee.      |                  |                                            |                 |                   |

## Population par zones statistiques

### Unités urbaines
|   | Unité urbaine            | Nombre de communes (2020) | Population (2020) | Variation annuelle 2010-2020 | Pop. (2010) | Variation annuelle 2010-1999 | Pop. (1999) | Variation annuelle 1990-1999 | Pop. (1990) |
| - | ------------------------ | ------------------------- | ----------------- | ---------------------------- | ----------- | ---------------------------- | ----------- | ---------------------------- | ----------- |
| 1 | Belfort                  | 16                        | 77 788            | −0,42 %                      | 81 167      | 0,13 %                       | 80 049      | 0,24 %                       | 78 387      |
| 2 | Delle (partie française) | 3                         | 10 100            | −0,19 %                      | 10 293      | −0,51 %                      | 10 901      | −0,26 %                      | 11 166      |
| 3 | Beaucourt                | 4                         | 8 383             | −0,17 %                      | 8 531       | −0,15 %                      | 8 674       | −0,31 %                      | 8 924       |
| 4 | Giromagny                | 4                         | 5 740             | −0,55 %                      | 6 071       | 0,10 %                       | 6 005       | 0,42 %                       | 5 787       |
| 5 | Châtenois-les-Forges     | 3                         | 4 654             | 0,09 %                       | 4 614       | 0,56 %                       | 4 347       | 0,30 %                       | 4 232       |
| 6 | Étueffont                | 4                         | 2 820             | −0,54 %                      | 2 980       | 0,98 %                       | 2 690       | 0,42 %                       | 2 593       |
| 7 | Roppe                    | 4                         | 2 466             | 0,60 %                       | 2 326       | 1,75 %                       | 1 951       | 0,89 %                       | 1 807       |

| Belfort Delle Giromagny Beaucourt Châtenois-les-Forges Étueffont Roppe Localisation des agglomérations du département du Jura de plus de 2 000 habitants en 2015. |

## Structures des variations de population

### Soldes naturels et migratoires depuis 1968
L'augmentation moyenne annuelle déjà très faible depuis les années 1970, a diminué, passant de 1,1 à −0,6 %.
Le solde naturel annuel qui est la différence entre le nombre de naissances et le nombre de décès enregistrés baisse sur la période 1968-2021, passant de 0,8 à 0,1 %. La baisse du taux de natalité, qui passe de 17,7 à 10,6 ‰, est en fait compensée par une baisse plus faible du taux de mortalité, qui parallèlement passe de 10,2 à 9,5 ‰.
Le flux migratoire diminue également, le taux annuel passant de 0,4 à −0,7 % .
| Indicateurs démographiques                       | 1968 à1975 | 1975 à1982 | 1982 à1990 | 1990 à1999 | 1999 à2010 | 2010 à2015 | 2015 à2021 |
| ------------------------------------------------ | ---------- | ---------- | ---------- | ---------- | ---------- | ---------- | ---------- |
| Variation annuelle moyenne de la population en % | 1,1        | 0,4        | 0,2        | 0,3        | 0,4        | 0,2        | -0,6       |
| - due au solde naturel en %                      | 0,8        | 0,6        | 0,5        | 0,5        | 0,5        | 0,4        | 0,1        |
| - due au solde apparent des entrées sorties en % | 0,4        | -0,1       | -0,3       | -0,2       | -0,1       | -0,1       | -0,7       |
| Taux de natalité en ‰                            | 17,7       | 15,5       | 14,5       | 13,2       | 13,1       | 12,2       | 10,6       |
| Taux de mortalité en ‰                           | 10,2       | 9,8        | 9,1        | 8,5        | 8,5        | 8,6        | 9,5        |
| Source : Insee.                                  |            |            |            |            |            |            |            |

### Mouvements naturels sur la période 2014-2022
En 2014, 1 707 naissances ont été dénombrées contre 1 252 décès. Le nombre annuel des naissances a diminué depuis cette date, passant à 1 349 en 2022, indépendamment à une augmentation, mais relativement faible, du nombre de décès, avec 1 482 en 2022. Le solde naturel est ainsi négatif et diminue, passant de 455 à -133.
Pour des raisons techniques, il est temporairement impossible d'afficher le graphique qui aurait dû être présenté ici.

## Densité de la population
La densité de population est en augmentation depuis 1968.
En 2021, la densité était de 229,2 hab./km2.
| 1968 |  | 194.4 |  |

| 1975 |  | 210.2 |  |

| 1982 |  | 216.6 |  |

| 1990 |  | 220.0 |  |

| 1999 |  | 225.5 |  |

| 2010 |  | 234.5 |  |

| 2015 |  | 237.1 |  |

| 2021 |  | 229.2 |  |

### En 1999
La ville de Belfort (repère B) constitue, depuis plus d'un siècle, un pôle centralisateur essentiel. La ville s'est fortement développée à partir de 1871, en devenant à la fois une place forte incontournable face à l'Allemagne toute proche, un centre industriel et administratif très dynamique et un nœud routier et ferroviaire.

La population de Belfort plafonne à 50 000 habitants environ. La petite ceinture de la ville s'est fortement développée depuis une trentaine d'années et c'est maintenant dans un rayon d'une quinzaine de kilomètres autour de Belfort que s'installent des habitants de la ville à la recherche d'un meilleur cadre de vie. L'axe Belfort-Giromagny est assez prisé.

La population du sud du département est composée en partie par des salariés de l'industrie automobile tandis que celle de l'est du Territoire s'enrichit de plus en plus de personnes actives travaillant en Alsace, attirées par un coût du logement plus avantageux.
Légende de la carte :
- B : Belfort, 2948 hab./km2
- Be : Beaucourt, 1080 hab./km2
- D : Delle, 720 hab./km2
- Gi : Giromagny, 584 hab./km2
- Ch : Châtenois-les-Forges, 309 hab./km2
- Gr : Grandvillars, 195 hab./km2
- R : Rougemont-le-Château, 72 hab./km2

## Répartition par sexes et tranches d'âges
La population du département est plus jeune qu'au niveau national.
En 2021, le taux de personnes d'un âge inférieur à 30 ans s'élève à 35,3 %, soit au-dessus de la moyenne nationale (35,1 %). À l'inverse, le taux de personnes d'âge supérieur à 60 ans est de 26,7 % la même année, alors qu'il est de 26,6 % au niveau national.
En 2021, le département comptait 69 405 hommes pour 70 249 femmes, soit un taux de 50,30 % de femmes, légèrement inférieur au taux national (51,61 %).
Les pyramides des âges du département et de la France s'établissent comme suit.
| Hommes | Classe d’âge | Femmes |
| ------ | ------------ | ------ |
| 0,6    | 90 ou +      | 2      |
| 6,8    | 75-89 ans    | 9,6    |
| 16,4   | 60-74 ans    | 17,9   |
| 20,1   | 45-59 ans    | 19,9   |
| 18     | 30-44 ans    | 18     |
| 20,2   | 15-29 ans    | 15,8   |
| 17,9   | 0-14 ans     | 16,8   |

| Hommes | Classe d’âge | Femmes |
| ------ | ------------ | ------ |
| 0,7    | 90 ou +      | 1,9    |
| 7,0    | 75-89 ans    | 9,5    |
| 16,6   | 60-74 ans    | 17,5   |
| 20,0   | 45-59 ans    | 19,5   |
| 18,8   | 30-44 ans    | 18,3   |
| 18,3   | 15-29 ans    | 16,7   |
| 18,6   | 0-14 ans     | 16,7   |

## Répartition par catégories socioprofessionnelles
La catégorie socioprofessionnelle des ouvriers est surreprésentée par rapport au niveau national. Avec 14,3 % en 2021, elle est 2,6 points au-dessus du taux national (11,7 %). La catégorie socioprofessionnelle des cadres et professions intellectuelles supérieures est quant à elle sous-représentée par rapport au niveau national. Avec 9,2 % en 2021, elle est 0,9 point en dessous du taux national (10,1 %).
| Catégorie socioprofessionnelle                    | 2015    | 2015 | 2021    | 2021 | Détails de l'année 2021 | Détails de l'année 2021 | Détails de l'année 2021            | Détails de l'année 2021            | Détails de l'année 2021            |
| Catégorie socioprofessionnelle                    | Nb      | %    | Nb      | %    | Hommes                  | Femmes                  | Part en % de la population âgée de | Part en % de la population âgée de | Part en % de la population âgée de |
| Catégorie socioprofessionnelle                    | Nb      | %    | Nb      | %    | Hommes                  | Femmes                  | 15 à 24 ans                        | 25 à 54 ans                        | 55 ans ou +                        |
| ------------------------------------------------- | ------- | ---- | ------- | ---- | ----------------------- | ----------------------- | ---------------------------------- | ---------------------------------- | ---------------------------------- |
| Agriculteurs exploitants                          | 264     | 0,2  | 194     | 0,2  | 134                     | 60                      | 0,0                                | 0,2                                | 0,1                                |
| Artisans, commerçants, chefs d'entreprise         | 2 982   | 2,5  | 3 311   | 2,9  | 2 345                   | 966                     | 0,6                                | 4,6                                | 1,8                                |
| Cadres et professions intellectuelles supérieures | 10 051  | 8,5  | 10 557  | 9,2  | 6 601                   | 3 957                   | 2,3                                | 15,8                               | 4,3                                |
| Professions intermédiaires                        | 16 571  | 14,1 | 15 690  | 13,6 | 7 390                   | 8 301                   | 8,1                                | 23,2                               | 4,9                                |
| Employés                                          | 18 504  | 15,7 | 17 482  | 15,2 | 4 811                   | 12 671                  | 15,5                               | 22,9                               | 6,4                                |
| Ouvriers                                          | 17 825  | 15,1 | 16 451  | 14,3 | 12 678                  | 3 773                   | 15,1                               | 22,3                               | 5,0                                |
| Retraités                                         | 31 595  | 26,9 | 31 504  | 27,4 | 14 623                  | 16 881                  | 0,0                                | 0,2                                | 67,9                               |
| Autres personnes sans activité professionnelle    | 19 871  | 16,9 | 19 882  | 17,3 | 8 133                   | 11 748                  | 58,3                               | 10,7                               | 9,4                                |
| Ensemble                                          | 117 664 | 100  | 115 072 | 100  | 56 715                  | 58 357                  | 100                                | 100                                | 100                                |
| Sources : Insee,.                                 |         |      |         |      |                         |                         |                                    |                                    |                                    |